# Рузовский мост
Рузо́вский мост — автодорожный металлический балочный мост через Обводный канал в Адмиралтейском/Московском районе Санкт-Петербурга, соединяет Безымянный остров и левый берег Обводного канала.

## Расположение
Расположен в створе Рузовской улицы, соединяя её с Рыбинской улицей.
Выше по течению находится Царскосельский железнодорожный мост, ниже — Можайский мост.
Ближайшие станции метрополитена — «Пушкинская» (872 м), «Технологический институт» (870 м).

## Название
Своё название мост получил 12 февраля 1905 года по наименованию выходящей на него Рузовской улицы.

## История
Деревянный проезжий мост с таким названием был построен в 1900 году и первоначально располагался выше по течению, на месте существующего Ипподромного моста. Мост в створе Рузовской улицы был построен в 1961 году, во время реконструкции Ново-Московского моста. Это был трёхпролётный балочный проезжий мост, имевший металлические прогоны, опиравшиеся на деревянные башенные и стоечные опоры. Работы производила 2-я строительная контора треста «Ленмостострой» под руководством главного инженера Л. С. Корнеева и производителя работ И. Г. Скородумова.
В начале 1980-х годов разрабатывался проект перестройки моста в железобетонный с устройством двухуровневых транспортных развязок на набережных, но из-за недостаточного финансирования он не был реализован. В 1985 году Рузовский мост был снова реконструирован в дереве по проекту инженера Ленмостотреста С. Н. Шилкиной. Это была последняя транспортная переправа через Обводный канал, сделанная из дерева. Длина моста составляла 30,5 м, а ширина — 27,3 м.
Существующий мост сооружён в 1994—1996 годах одновременно со строительством участка набережной на левом берегу Обводного канала. Автор проекта — инженер института «Ленгипроинжпроект» Б. Н. Брудно. Строительство осуществлял филиал № 4 ЗАО «Ленмостострой» под руководством главного инженера А. А. Смирнова и производителя работ В. В. Малого.

## Конструкция
Мост однопролётный сталежелезобетонный балочный. Пролётное строение — сталежелезобетонное с расчётным пролётом 23,80 м, состоит из 6 двутавровых балок длиной 24,5 м. Железобетонная плита пролётного строения моста монолитная. Устои моста сборно-монолитные на высоком свайном ростверке. Деформационные швы типа «Thorma Joint». Длина моста 26,4 (34,4) м, ширина между перилами 21,8 м. Ось моста расположена под углом 86° к оси канала. Ширина проезжей части 16,5 м (четыре полосы движения по 3,75 м и полосы безопасности по 0,75 м), тротуары по 2,25 м.
Мост предназначен для движения автотранспорта и пешеходов. Проезжая часть моста включает в себя 5 полос для движения автотранспорта. Покрытие проезжей части и тротуаров — асфальтобетон. Тротуар отделён от проезжей части металлическим силовым ограждением барьерного типа. На открылках установлено бетонное в металлической рубашке. При сопряжении тротуаров с проезжей частью уложен гранитный бордюр. Перильное ограждение на мосту стальное сварное простого рисунка высотой 1,1 м. На левом берегу Обводного канала с верховой стороны моста устроен гранитный спуск к воде. Лицевые поверхности устоев облицованы гранитом.